# Lenka Havlíková
Lenka Havlíková, též Lenka Kolihová Havlíková (* 10. září 1971 Brno), je česká dramaturgyně, divadelní ředitelka a kreativní producentka.

## Život
Narodila se v Brně, kde studovala na gymnáziu v Koněvově ulici. V letech 1989–1994 studovala dramaturgii na DAMU v Praze v ročníku profesora Jaroslava Vostrého. V roce 1993 působila v Činoherním studiu v Ústí nad Labem. Na sezónu 2001/2002 přešla do brněnského HaDivadla, kde spolu s režisérem Jiřím Pokorným připravili např. inscenaci textu Faust (Faust je mrtvý) dramatika Marka Ravenhilla.

### Činohra Národního divadla
Od roku 2002 začala působit v souboru Činohry Národního divadla v Praze, kde se do roku 2012 dramaturgicky podílela na více než dvaceti titulech.

### Divadlo X10
Po odchodu z Národního divadla, v březnu roku 2013 založila spolu s režisérkou Ewou Zembok a herečkou Annou Císařovskou Divadlo X10, které se věnuje současné dramatice. Prvních pět let své existence působilo ve Strašnickém divadle v Praze, kde v tentýž rok vznikl pod Divadlem X10 také festival strašNICE.
V roce 2017 začalo divadlo provozovat prostor v suterénu bývalého Domu uměleckého průmyslu (DUP39) v centru Prahy a v červnu 2018 se do tohoto prostoru kompletně přestěhovalo, čímž muselo ukončit svůj festival strašNICE.
Od roku 2018 sídlí Divadlo X10 na adrese Charvátova 10/39, Praha 1.

##### Divadelní festival Kutná Hora
V roce 2015 založil spolek Kulturní Invaze – Kryštof Koláček (současný manažer Divadla X10) a Vojtěch Varyš (kritik a novinář) Divadelní festival Kutná Hora. Divadlo X10 bylo od začátku stálým hostem a zároveň poskytovalo festivalu produkční a technickou podporu.
V roce 2018 se stalo Divadlo X10 organizačním a produkčním vedením festivalu.

### Asociace nezávislých divadel
V květnu 2016 byla Lenka Kolihová Havlíková součástí přípravného výboru(spolu se Štěpánem Kubištou, Šárkou Pavelkovou, Jakubem Vedralem). 16. května 2016 vznikla Asociace nezávislých divadel ČR.
Na ustavující schůzi byla zvolena 1. místopředsedkyní asociace a v roce 2021 se stala předsedkyní AND ČR.